# Flushed Away
Flushed Away (Tiếng Việt: Chuột Đào Tẩu) là một bộ phim hài phiêu lưu hoạt hình máy tính năm 2006 do David Bowers và Sam Fell đạo diễn, được sản xuất bởi Cecil Kramer, David Sproxton và Peter Lord, và được viết bởi Dick Clement, Ian La Frenais, Chris Lloyd, Joe Keenan và William Davies Đây là bộ phim thứ ba và cũng là bộ phim cuối cùng do Aardman Animations và DreamWorks Animation đồng sản xuất sau Chicken Run (2000) và Wallace & Gromit: The Curse of the Were-Rabbit (2005), và là bộ phim hoạt hình hoàn toàn bằng máy tính đầu tiên của Aardman như trái ngược với tiêu chuẩn chuyển động dừng thông thường của họ. Phim có sự tham gia lồng tiếng của Hugh Jackman, Kate Winslet, Andy Serkis, Bill Nighy, Ian McKellen, Shane Richie và Jean Reno. Trong Flushed Away, một chú chuột cưng tên Roddy St. James bị một con chuột cống xả xuống bồn cầu và kết bạn với một người nhặt rác tên là Rita để trở về nhà trong khi trốn tránh một con cóc và tay sai của nó.evading a toad and his rat henchmen.
Phim được phát hành tại Hoa Kỳ bởi Paramount Pictures vào ngày 3 tháng 11 năm 2006 và ở Vương quốc Anh vào ngày 1 tháng 12 năm 2006.1 Mặc dù nhận được đánh giá tích cực từ các nhà phê bình, những người khen ngợi hoạt hình, văn bản, hài hước và màn trình diễn lồng tiếng, nhưng Flushing Away lại hoạt động kém hiệu quả tại phòng vé, khiến DreamWorks chấm dứt hợp tác với Aardman. Phim đã nhận được đề cử Giải BAFTA và Giải bình chọn của các nhà phê bình cho Phim hoạt hình hay nhất. Nó cũng nhận được 8 đề cử tại Lễ trao giải Annie lần thứ 34, giành được vị trí thứ 5 dẫn đầu, bao gồm cả Viết trong sản xuất phim truyện.

## Cốt truyện
Roddy là chú chuột nhà được ăn sung mặc sướng nhưng cô đơn. Chú chơi với mấy con búp bê cả ngày, đến tối “chúc ngủ ngon” rồi chỉ còn nghe tiếng vọng của chính mình... Khi gia đình người chủ đi vắng, vào một đêm nọ một con chuột khác từ đâu tới, nhào vô chiếm căn nhà của Roddy, đẩy cậu xuống bồn cầu rồi bấm xả nước! Roddy trôi tuột xuống cống và lạc vào thế giới ngầm bên dưới cống London.
Để tìm đường trở lại nhà, Roddy nhờ đến cô nàng chuột Rita, một thuyền trưởng bản lĩnh và kinh nghiệm, con gái một gia đình chuột nghèo đông đúc. Roddy bị cuốn vào mâu thuẫn giữa Rita và đại vương Cóc - được xem là ông trùm của thế giới ngầm, kẻ muốn chiếm đoạt viên ruby của Rita để cho vào bộ sưu tập quí giá của hắn.
Đoạn kết khi Rita ra đi, để chàng chuột Roddy ở lại với căn phòng đầy đủ tiện nghi nhưng thiếu hẳn “bóng dáng em”, mấy chú sên từ đâu bay xuống hát bài Mr. Lonely (Ngài cô đơn) làm chàng Roddy quê xệ và buồn hiu. Và Roddy bỏ lại căn phòng đầy đủ tiện nghi để đến với Rita.
1. 1 2 3 4  "Flushed Away". American Film Institute. Truy cập ngày 7 tháng 1 năm 2017.
2. ↑  "Flushed Away". Box Office Mojo. Truy cập ngày 28 tháng 5 năm 2018.
3. ↑  "Flushed Away". Box Office Mojo. Truy cập ngày 11 tháng 7 năm 2012.
4. ↑  https://tuoitre.vn/cuon-phang-di---phim-hai-cho-thieu-nhi-170118.htm